# 門羅縣 (密蘇里州)
門羅縣（英語：Monroe County）是美國密蘇里州東北部的一個縣。面積1,736平方公里。根據美國2000年人口普查，共有人口9,311人。縣治巴黎 (Paris)。
成立於1831年1月6日。縣名紀念第五任總統詹姆斯·門羅。